# Percy John Daniell
Percy John Daniell (9 de enero de 1889 - 25 de mayo de 1946) fue un matemático puro y aplicado. En una serie de artículos publicados entre 1918 y 1928, desarrolló y amplió una teoría generalizada de integración y diferenciación, lo que se conoce hoy como la integral de Daniell. En el contexto de la integración, también trabajó en los resultados que llevan al teorema de extensión Daniell-Kolmogorov en la teoría de los procesos estocásticos, independientemente de Andréi Kolmogorov. Fue un conferenciante invitado al Congreso Internacional de Matémáticos de 1920 en Estrasburgo.
Daniell nació en Valparaíso, Chile. Su familia regresó a Inglaterra en 1895. Daniell asistió a la Escuela del Rey Eduardo en Birmingham y después al Trinity College de la Universidad de Cambridge (donde fue el último Senior Wangler en 1909). En ese momento Daniell era una mezcla de matemático aplicado y físico teórico. Durante un año enseñó en la Universidad de Liverpool y luego fue nombrado para la nueva Universidad Rice en Houston, Texas. La Universidad Rice le permitió pasar un año en la Universidad de Göttingen estudiando con Max Born y David Hilbert. Daniell impartió clases en Rice desde 1914 a 1923, cuando regresó a Inglaterra para ocupar una cátedra en la Universidad de Sheffield. Durante la Segunda Guerra Mundial Daniell asesoró al Ministerio de Abastecimientos británico. El estrés de trabajo durante la guerra tuvo un alto precio para su salud. Murió el 25 de mayo de 1946, después de desmayarse en su casa pocas semanas antes.